# Josep Maria Alpiste i Pérez
Josep Maria Alpiste i Pérez (Barcelona, 1941 - ?, 18 d'agost de 2015) fou un violinista català. Era pare del també violinista Sergi Alpiste.
Josep M. Alpiste actuà amb èxit a diferents països europeus. Juntament amb A. Soler i J. Francesch, formaren el Trio Händel. Primerament, l'any 1967, es convertí en concertino de l'Orquestra Ciutat de Barcelona i més endavant, l'any 1981, del Teatre del Liceu. Obtingué el Premi d'Honor de virtuosisme quan estudiava al Conservatori Municipal de Barcelona; va estudiar amb Enric Ribó, Eduard Toldrà i J. Massià.
Va morir el dia 18 d'agost de 2015, a l'edat de 74 anys, a causa d'una malaltia.